# Пълдин 601

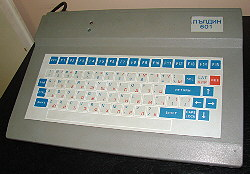
Пълдин 601

«Пълдин 601» (рус. Пылдин) — болгарский 8-разрядный персональный компьютер.
Производился на ДФ «Микроелектроника» (г. Ботевград) и «Завод за сензори и сензорни устройства» (ЗССУ, г. Пловдив) с 1988 до начала 1992 года. Своё имя компьютер получил от старинного названия города Пловдива.

## Модели
- Пълдин 601 / 601У — имеет четыре видеорежима 0..3; SECAM-кодер
- Пълдин 601А — добавлен видеорежим 4; добавлен порт принтера; возможность подключения светового пера
- Пълдин 601М — видеорежимы 601А; увеличен объём ПЗУ; клавиатура от IBM XT
- Пълдин 601Т (серийно не выпускалась) — модель разработана в 1990—1991 году; частота процессора увеличена до 2 МГц

В учебных классах с компьютерами использовались мониторы ВММ 3107 и принтеры «Бултекст».

## Технические характеристики
- Процессор: СМ601 (аналог Motorola MC6800) на тактовой частоте 1 МГц
- Память:
  - ОЗУ — 64 КБ
  - ПЗУ — 4 КБ (в модели 601М — 68 КБ)
- Звук: встроенный динамик
- Клавиатура: квазисенсорная, 77 клавиш; в модели 601М — клавиатура от IBM PC/XT
- 4 слота для подключения плат расширения
- Интерфейсы:
  - Последовательный порт
  - Параллельный порт (модели 601/601У)
  - Магнитофон (кроме модели 601У)
  - Локальная сеть
  - Контроллер дисковода — одно- или двухсторонние диски, 360 либо 720 КБ
- Размеры: 360 × 255 × 93 мм
- Вес: 3,5 кг

Видеорежимы:
| № | Тип                | 601/601У             | 601A/601M                |
| - | ------------------ | -------------------- | ------------------------ |
| 0 | текст              | 40 × 25 символов ч/б | 40 × 25 символов цветной |
| 1 | графика 16-цветный | 80 × 200             | 160 × 200                |
| 2 | графика 4-цветный  | 160 × 200            | 320 × 200                |
| 3 | графика 2-цветный  | 320 × 200            | 640 × 200                |
| 4 | текст ч/б          | —                    | 80×25 символов           |

В слоты расширения на материнской плате подключались:
- Плата с микросхемами ПЗУ
- Контроллер принтера (для модели Пълдин 601)
- Контроллер дисковода
- RS-232-контроллер
- PIPNET — сетевая плата (разработана в Томске)

## Программное обеспечение
Всё основное программное обеспечение для компьютера было создано в «Програмно Осигуряване» — лаборатории при Софийском университете, а также в российско-болгарской фирме «БИТ» (г. Томск).
- UniBIOS — системный монитор в ПЗУ
- UniDIAGNOSTICS — набор тестов оборудования
- UniDOS — операционная система, частично совместимая с MS-DOS
- UniPASCAL — транслятор и интерпретатор Паскаля
- UniBASIC — интерпретатор языка Бейсик
- UniED — текстовый редактор
- UniASM — ассемблер
- UniCROSS — кросс-ассемблер
- UniBASE — СУБД, совместимая с dBASE II
- Обучающие программы
- Программы для работы с локальной сетью
- Игры